# Collection commémorative Pavle Beljanski
La collection commémorative Pavle Beljanski (en serbe cyrillique : Спомен-збирка Павла Бељанског ; en serbe latin : Spomen-zbirka Pavla Beljanskog) constitue un musée consacré à la peinture serbe du XXe siècle situé à Novi Sad, la capitale de la province autonome de Voïvodine, en Serbie. Elle a été créée à la suite d'un don effectué par Pavle Beljanski (1892-1965), avocat, diplomate et grand amateur d'art. Le bâtiment dans lequel la collection est installée est inscrit sur la liste des monuments culturels protégés de la république de Serbie (identifiant n° SK 1073).

## Architecture

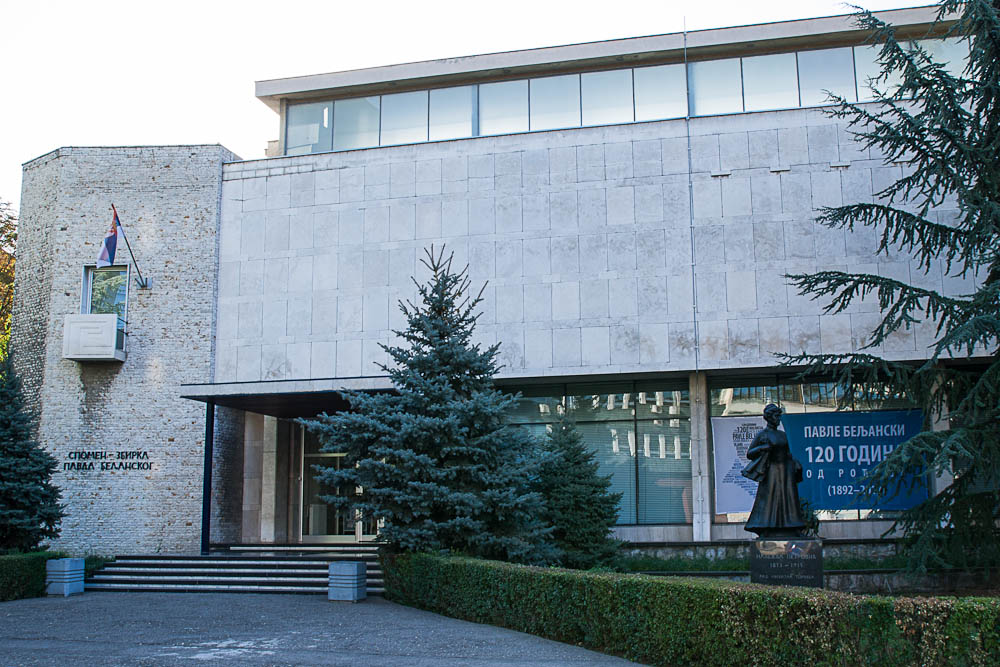
Le bâtiment de la collection, avec la statue de Nadežda Petrović

Le bâtiment de la collection a été conçu en 1961 par l'architecte Ivo Kurtović, qui a également dessiné celui de la Bibliothèque nationale de Serbie à Belgrade.
Kurtović a conçu le musée comme un bâtiment doté d'un rez-de chaussée et d'un étage et constitué de deux parties se rejoignant au niveau du hall d'entrée. Selon les plans originaux, la partie gauche du rez-de-chaussée était destinée aux bureaux des curateurs et la partie droite à l'espace de stockage. Le premier étage comprend six salles d'expositions conçues pour permettre une circulation continue de l'une à l'autre ; il bénéficie d'un éclairage par le toit. La pièce située au nord de ce premier étage devait servir de bureau à Pavle Beljanski mais celui-ci ne l'a jamais utilisé ; en 1971, elle est devenue le Mémorial des artistes.
En 1965, après la mort de Beljanski, ses héritiers ont fait don au musée d'objets personnels provenant de son appartement. Pour les exposer, une annexe a été construite à l'est du complexe pour y installer un nouvel espace d'exposition ; elle a été dessinée par l'architecte Katarina Babin et achevée en 1966 ; elle a ouvert au public sous le nom de Mémorial Pavle Beljanski.

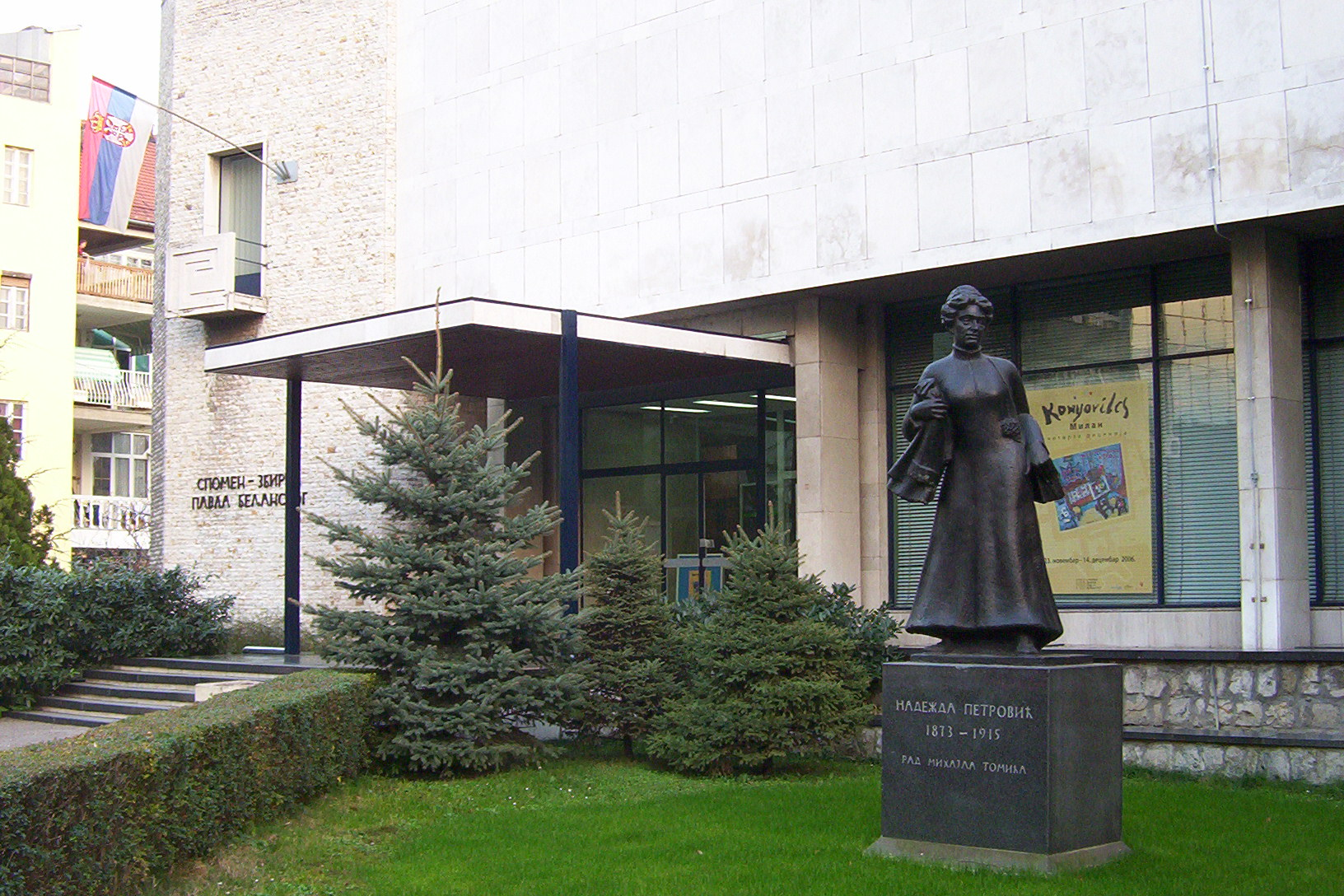
Le porche d'entrée

Le porche d'entrée du musée est précédé par un large escalier en marbre et surmonté d'un auvent soutenu par deux poteaux métalliques ; de larges baies vitrées éclairent le hall d'entrée. De part et d'autre du porche, la façade se distribue de manière asymétrique. À droite se trouve sa partie la plus développée ; au rez-de-chaussée, elle est rythmée par trois larges baies vitrées et à l'étage par un ensemble de blocs de pierre lisses aveugles qui avance jusqu'au-dessus du porche. Le toit, en retrait, parcourt le même espace et est doté de quatre grandes baies ; il est surmonté d'une plaque en béton. En contraste avec la partie gauche, la partie droite, est constituée de pierres de taille traditionnelles et est dotée d'une fenêtre avec un balcon. Le hall d'entrée et l'escalier intérieur sont eux aussi constitués de pierre de taille, tandis que les autres pièces ont des murs lisses et enduits de plâtre.
Par son style, le bâtiment, qui figure parmi les premiers de l'ex-Yougoslavie à avoir été construits pour accueillir un musée, est un exemple d'architecture moderniste, auquel se mêlent des éléments empruntés à l'architecture traditionnelle. Il a été classé sur la liste des monuments culturels de Serbie en 1992.
Devant l'entrée se trouve une statue représentant la peintre Nadežda Petrović ; inaugurée en 1995, c'est une œuvre du sculpteur Mihajlo Tomić.

## Collections permanentes
La collection présente 185 œuvres créées par 27 artistes, couvrant une période allant du début du XXe siècle à la fin de la Seconde Guerre mondiale. En plus des peintures, on y trouve des sculptures et des tapisseries.

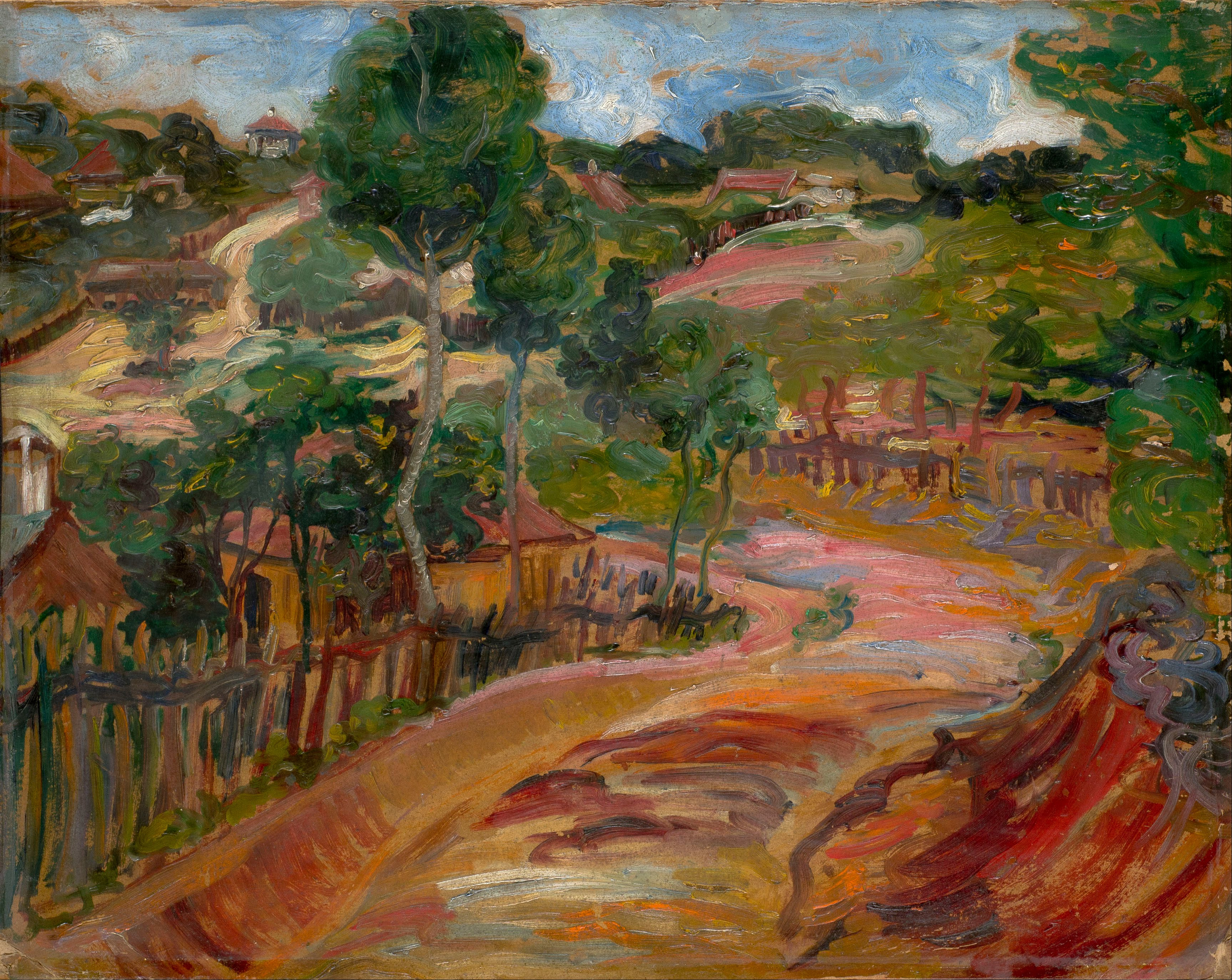
Nadežda Petrović, Vue de Resnik, 1905

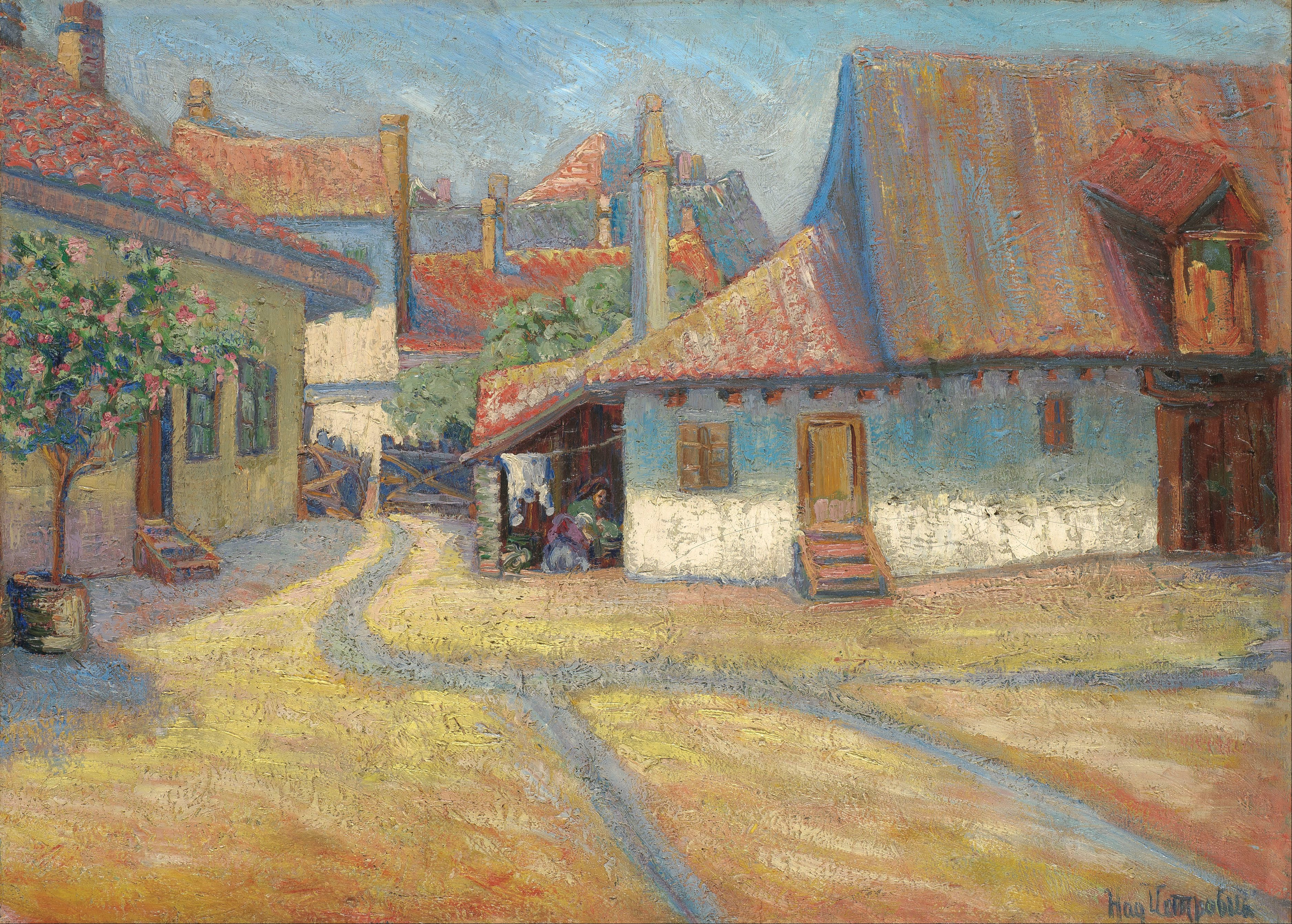
Nadežda Petrović, Faubourg de Belgrade, 1908

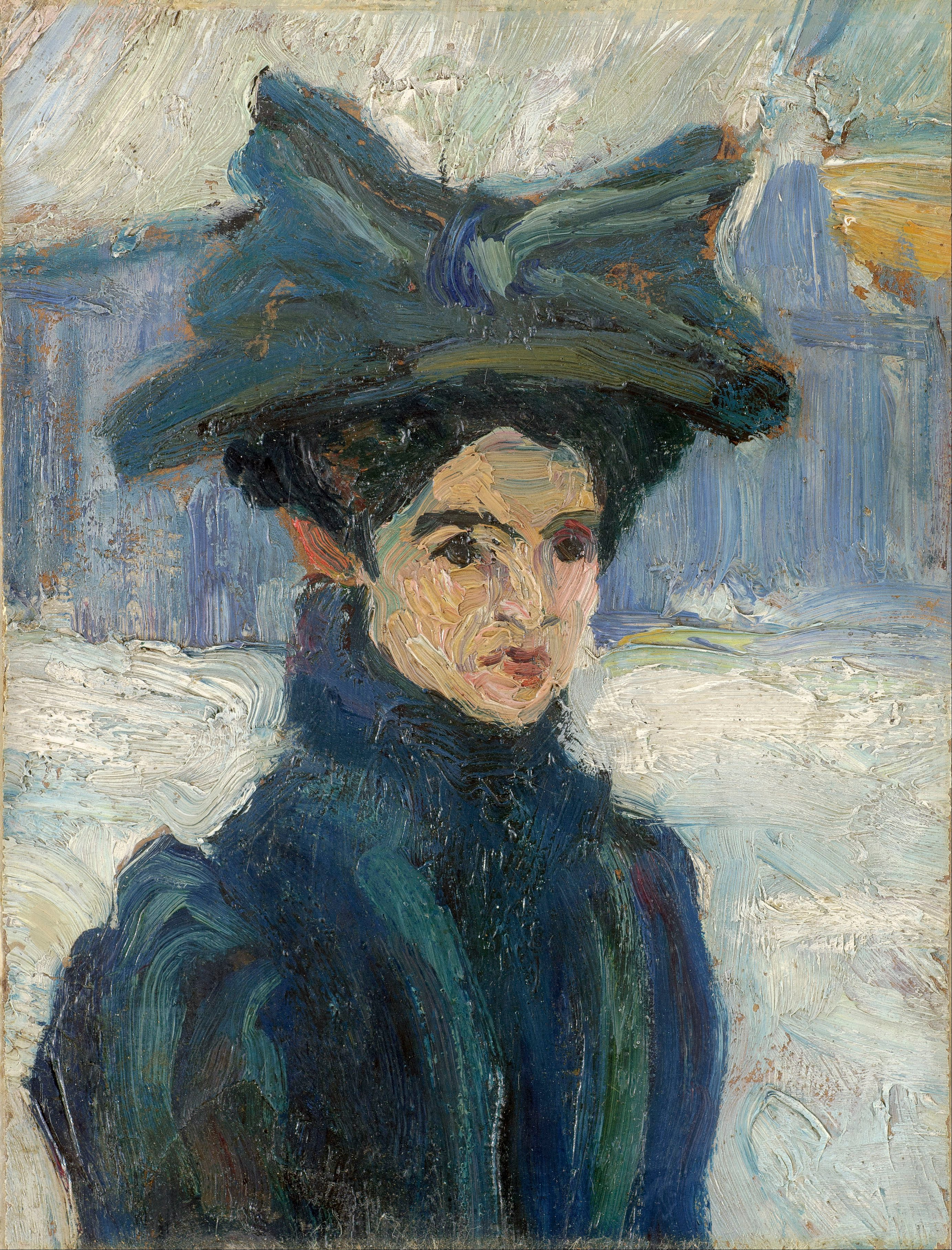
Nadežda Petrović, Portrait de Ksenija Atanasijević, 1912

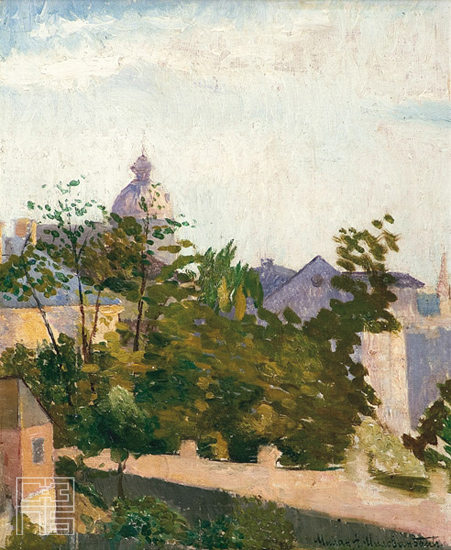
Milan Milovanović, Vue de Belgrade, 1909

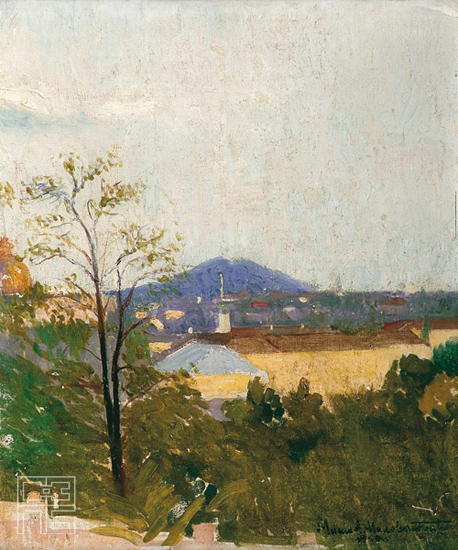
Milan Milovanović, Vue du mont Avala, 1909

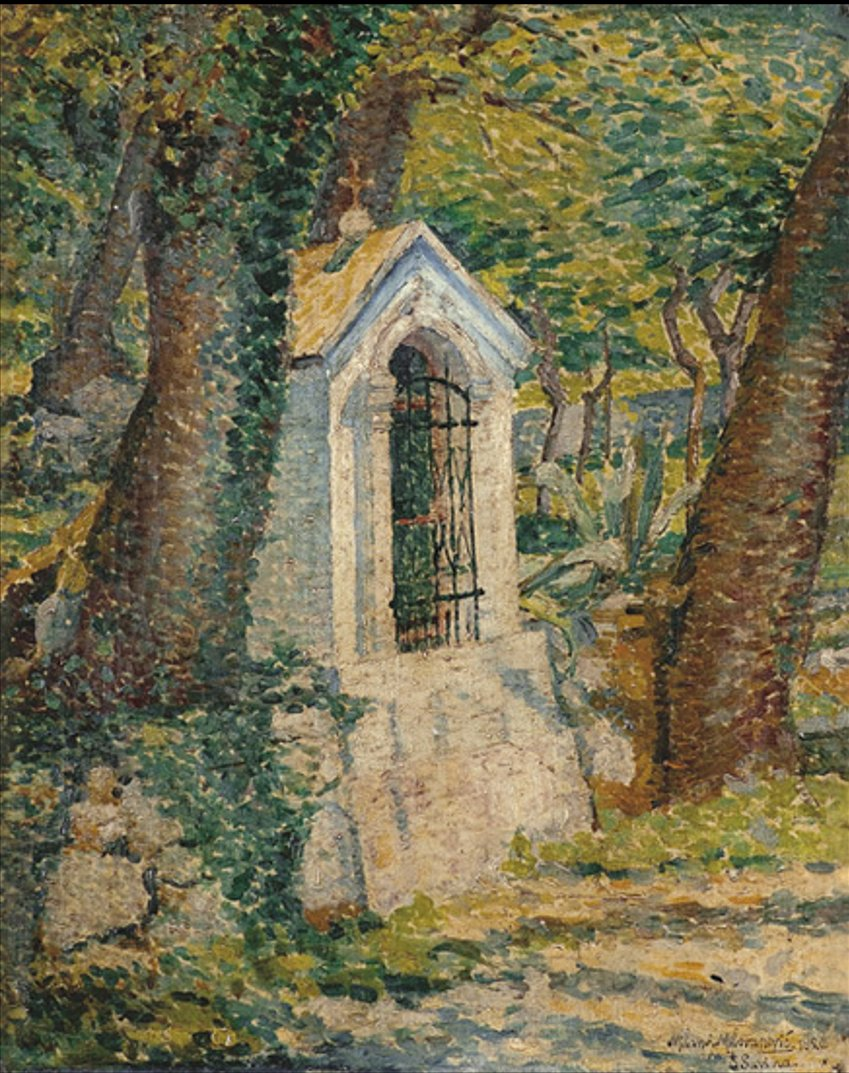
Milan Milovanović, La Chapelle du monastère de Savina, 1920

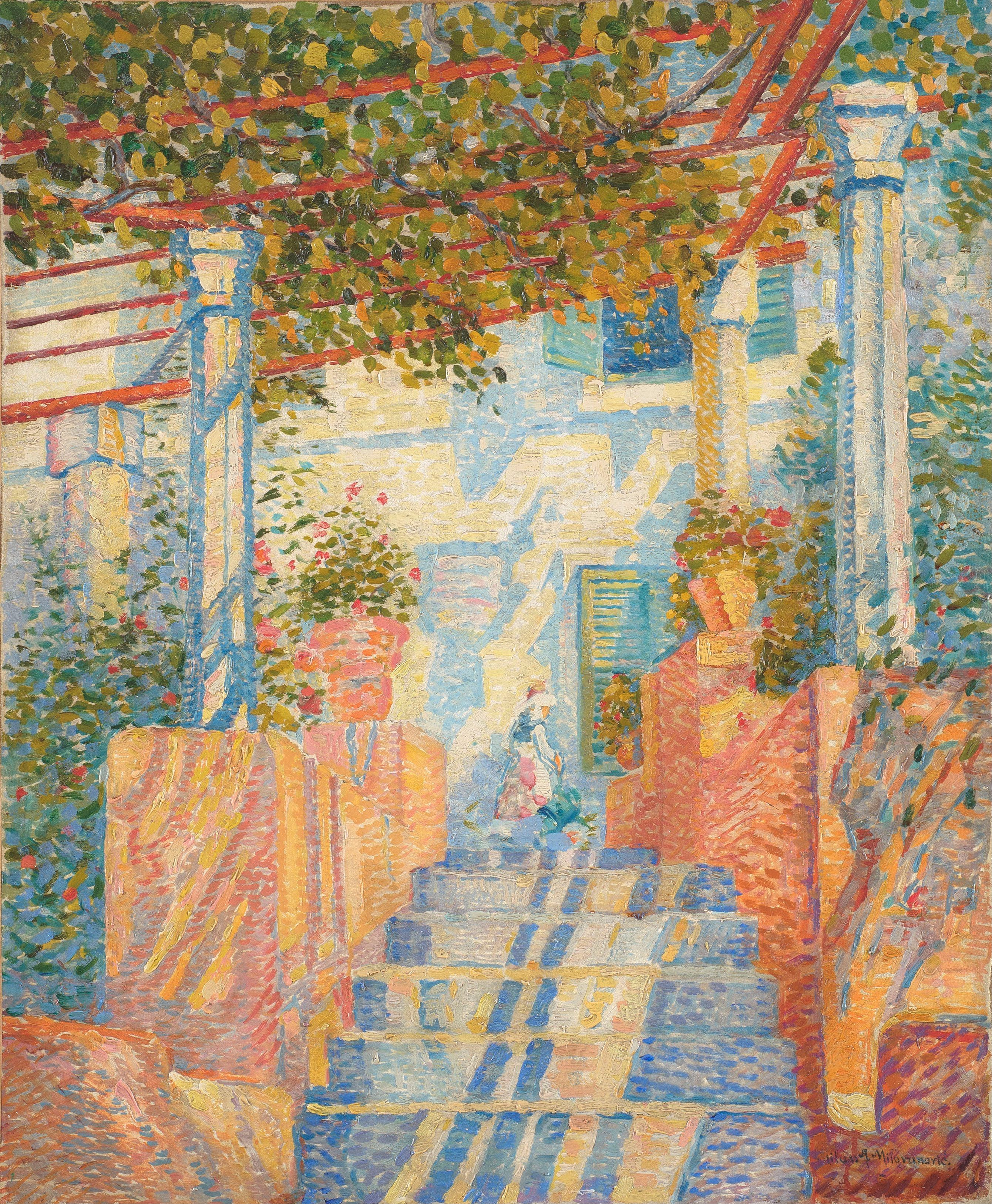
Milan Milovanović, La Terrasse rouge, 1920

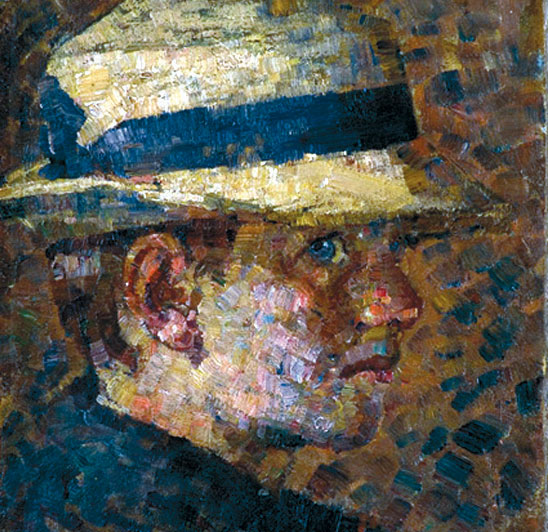
Kosta Miličević, Le Garçon au chapeau blanc, 1913

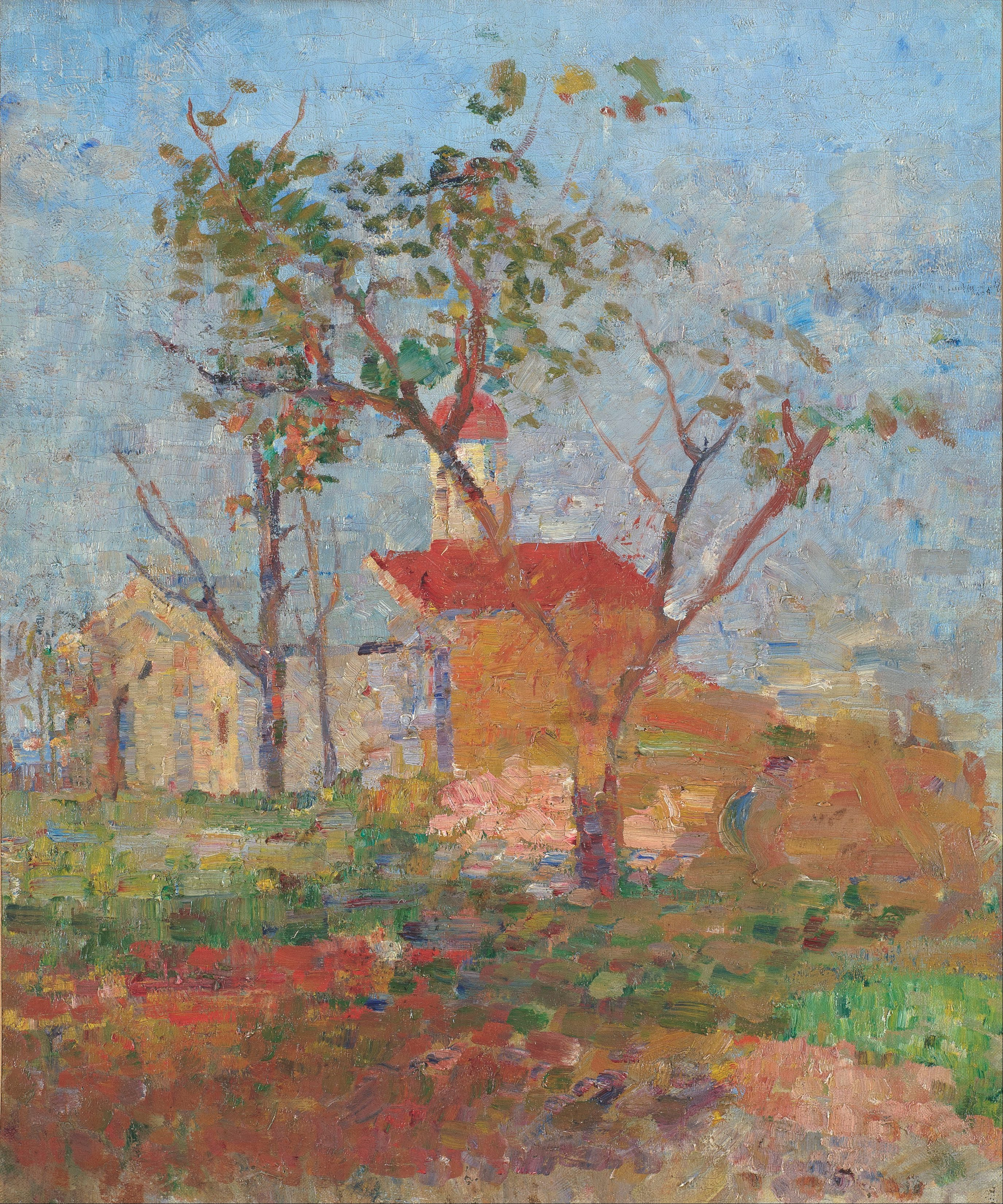
Kosta Miličević, L'Église Saint-Sava, 1913

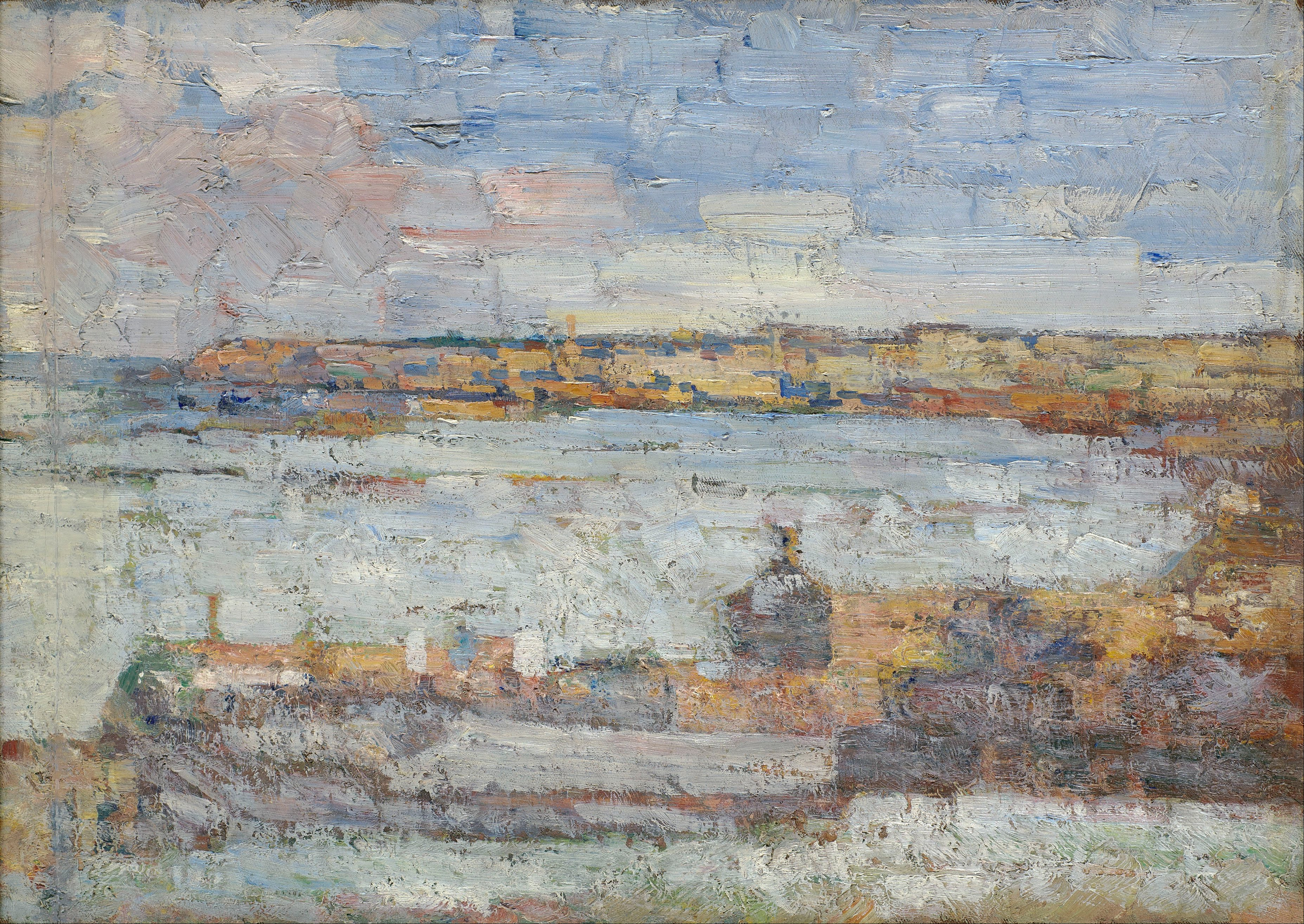
Kosta Miličević, Vue de Belgrade, 1920

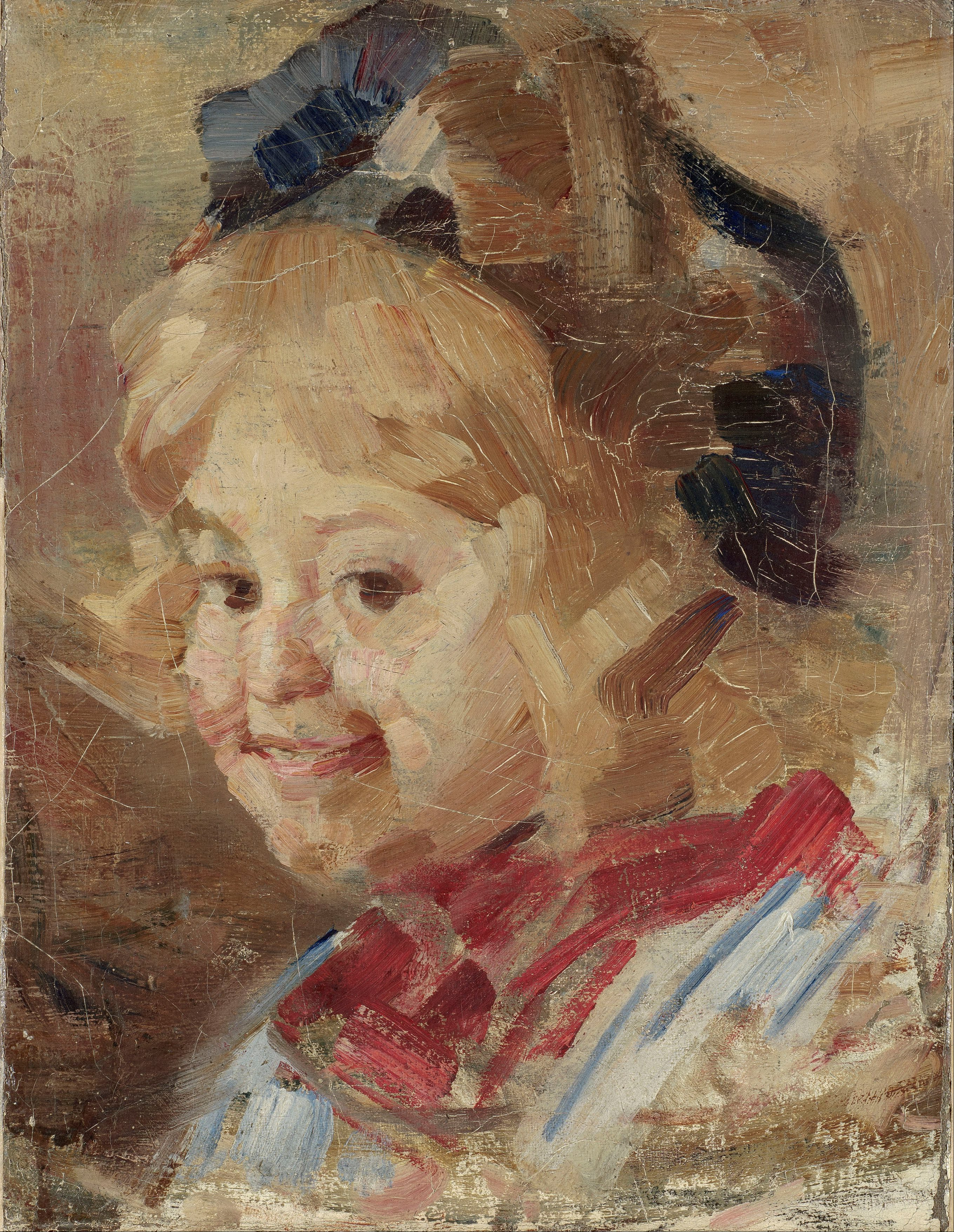
Vidosava Kovačević, Tête de petite fille, 1912

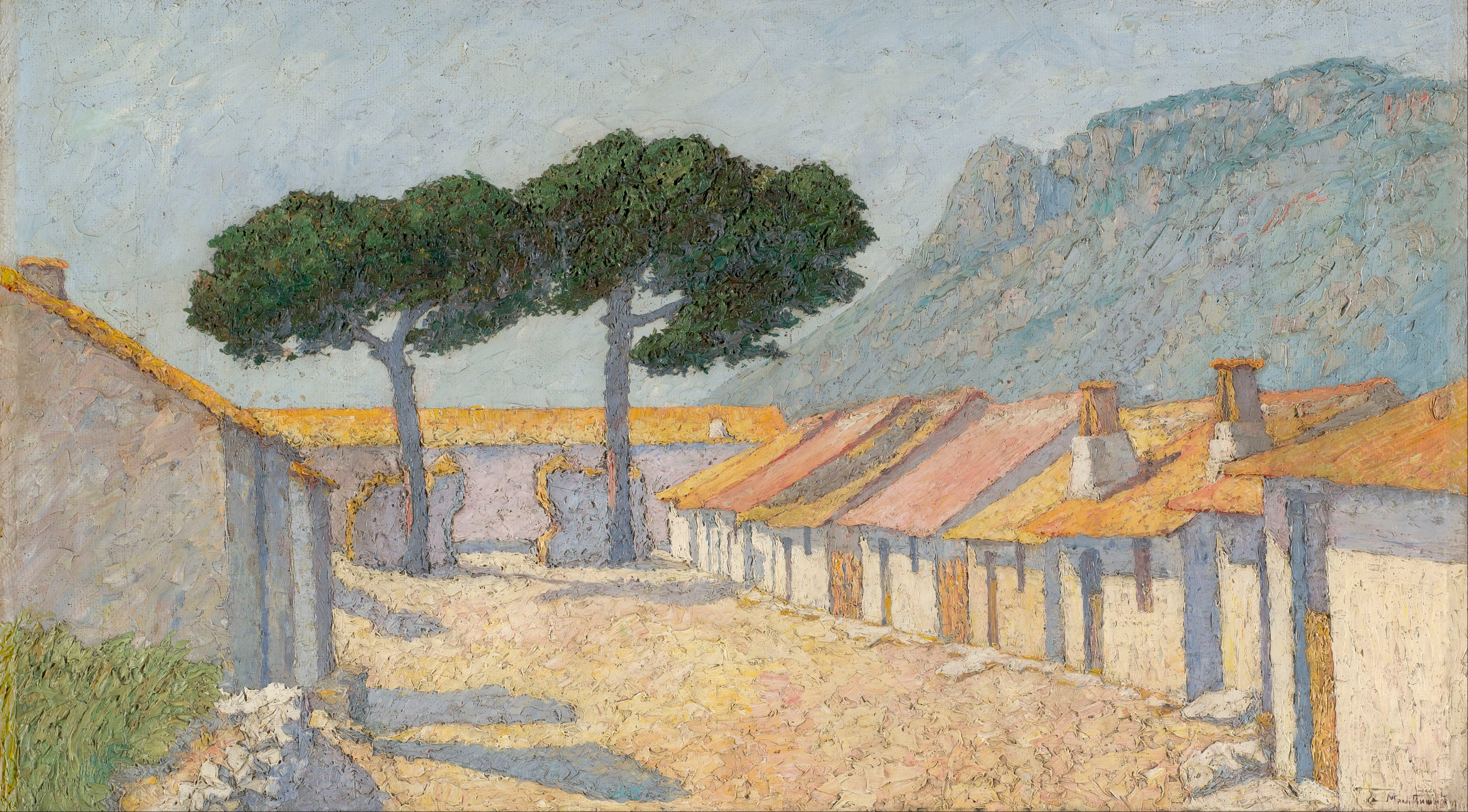
Mališa Glišić, Les Pins, 1912

Les artistes représentés dans la collection sont les suivants :
- Vlaho Bukovac (1855-1922)[5]
  - La Grande Iza, 1882
- Nadežda Petrović (1873-1915)[6]
  - Serbie, 1904
  - Paysanne de la Šumadija, 1905
  - Paysage, 1905
  - Vue de Resnik, 1905
  - Vieil Homme à la fenêtre, 1906
  - Au printemps, 1906
  - Le Joueur de gusle, 1906
  - Portrait d'Anđa, 1906
  - La Femme au tricot, 1906
  - L'Homme au bec-de-lièvre, 1907
  - Faubourg de Belgrade, 1908
  - Portrait de Jaša Tomić, 1910
  - Kraljević Marko et Miloš Obilić, 1910 (esquisse)
  - Portrait de Ksenija Atanasijević, 1912
- Milan Milovanović (1876-1946)[7]
  - Autoportrait, 1902
  - Vue de Belgrade, 1909
  - Vue du mont Avala, 1909
  - La Chapelle du monastère de Savina, 1920
  - La Terrasse rouge, 1920
- Kosta Miličević (1877-1920)[8]
  - Nu féminin, 1910
  - Le Garçon au chapeau blanc, 1913
  - L'Église Saint-Sava, 1913
  - Potamos à Corfou, 1916
  - Vue de Corfou, 1916
  - Vue de Belgrade, 1920
- Borivoje Stevanović (1878-1976)[9]
  - Mon Arrière-cour, 1956
  - La Cruche jaune, 1956
- Ljubomir Ljuba Ivanović (1882-1945), dessinateur, graveur[10]
  - Intérieur, 1915
  - Zora Petrović, 1920
  - Vue de Paris, 1930
  - Vue d'Ohrid, 1935
- Stojan Aralica (1883-1980)[11]
  - Le Verger, 1929
  - Le Portail bleu, 1930
  - Intérieur, 1933
  - La Femme au chapeau de paille, 1934
- Jovan Bijelić (1884-1964)[12]
  - Jeune fille au livre, 1929
  - Baigneuse, 1929
  - Bord de mer, 1932
  - Peintre (Zlatko Knežević), 1932
  - L'Écharpe jaune, 1937
  - Paysage de Bosnie, 1937
- Vidosava Kovačević (1889-1913)[13]
  - Tête de jeune femme, 1909
  - Tête de vieil homme, 1911
  - Un Homme du Banat, 1912
  - Tête de petite fille, 1912
- Živojin Lukić (1889-1934), sculpteur[14]
  - Buste de Kosta Miličević, 1913
- Petar Dobrović (1890-1942)[15]
  - Vignes de la Baranja, 1915
  - Figure (Olga Dobrović), 1927
  - Portrait de Slobodan Jovanović, 1933
- Zora Petrović (1894-1962)[16]
  - L'Aspiration, 1933
  - La Gitane, 1935
  - Nature morte, 1936
  - Femme enceinte, 1938
  - Paysanne de Crna Trava, 1941
  - Portrait de Pavle Beljanski, 1943
  - Autoportrait, 1946
  - Tête de garçon, 1956
  - Deux Femmes nues, 1956
  - Nature mort au chien, 1957
  - Nature morte, 1957
  - Après la moisson, 1957
  - Deux Nus féminins, 1958
  - Portrait de Milisava, 1958
- Ivan Radović (1894-1973)[17]
  - Hiver à Sombor, 1929
  - La Plaine de la Bačka, 1931
  - Paysage marin, 1936
  - Baigneuse, 1936
  - Sur la terrasse, 1936
  - Femme nue dans un intérieur, 1938
  - Après-midi, 1939
  - Vue de la Bačka, 1946
  - Paysans avec des chevaux, 1946
- Risto Stijović (1894-1974), sculpteur[18]
  - Caryatide, 1931
  - Aigle, 1933
  - Chouette, 1934
  - Jeune Fille, 1936
  - Jeune Femme, 1958
- Ignjat Job (1895-1936)[19]
  - Portrait de Liza Križanić, 1931
  - Paysage dalmate, 1930/1931
  - Après la vendange, 1932
  - Dimanche, 1932/1933
  - Vue de Lumbarda, 1933
  - Vue de Supetar, 1935
- Jefto Perić (1895-1967)[20]
  - Œillets, vers 1930
  - Fleurs, 1930
  - Nature morte, 1939
- Mališa Glišić (1896-1916)[21]
  - Les Pins, 1912
- Sava Šumanović (1896-1942)[22]
  - Le Déjeuner sur l'herbe, 1927
  - Pommes et Raisins, 1927
  - Nu féminin au châle, 1927
  - Verger, 1928
  - Nu féminin, 1929
  - L'Automne, 1929
  - Une Maison dans l'allée, 1933
  - L'Hiver en Syrmie, 1933
  - Šid sous la neige, 1935
- Milo Milunović (1897-1967)[23]
  - Nature morte, 1930
  - Dans l'atelier, 1936
  - La rue Knez Mihailova, 1938
  - Vent de la mer Adriatique, 1940
  - À Senjak, 1942
- Milan Konjović (1898-1993)[24]
  - Autoportrait, 1926
  - Mon atelier, 1930
  - Mon atelier II, 1930
  - La Moisson, 1938
  - Portrait de Ćira Falcione, 1944
  - Vieille porcelaine, 1944
  - Église en ruine à Ledinci, 1947
  - Soleil sur la Bačka, 1956
- Aleksandar Kumrić (1898-1983)[25]
  - La Forteresse de Belgrade, 1942
  - Bateaux sur le Danube, 1942
  - La Save près de Belgrade, 1947
  - Silure vidé, 1954
- Sreten Stojanović (1898-1960), sculpteur[26]
  - Mexicaine, 1920
  - Femme aux fruits, 1927/1928
  - Buste de Nataša Bošković, 1930
  - Jeune Femme au miroir, 1932
  - Femme, 1934
  - Le Lanceur de pierre, 1936
  - Femme aux bananes, 1937
  - Le Collier, 1937/1938
  - La Femme de l'artiste, 1940
  - Buste de Milutin Milanković, 1944
  - Le Joueur de gusle, 1956
- Ivan Tabaković (1898-1977)[27]
  - Vue de Novi Sad, 1935
  - Le Café bleu, 1937
  - L'hiver à Senjak, 1940
  - Nature morte, 1940
  - Citrons, 1941
  - Outils, 1943
- Kosta Hakman (1899-1961)[28]
  - Nature morte dans un paysage, 1924
  - Paysage couvert de neige, 1924
  - Nature morte au poisson, 1928
  - Faubourg, 1928
  - La Fenêtre, 1936
  - Dans l'atelier, 1936
- Živko Stojsavljević (1900-1978)[29]
  - Fleurs, 1954
  - Poissons, 1960
  - Paysage de bord de mer, 1963
- Marko Čelebonović (1902-1986)[30]
  - La Fille au pantalon bleu, 1930
  - Jeu d'échecs, 1933
  - La Femme au turban, 1933
  - Nature morte, 1933
  - Intérieur, 1935
- Nedeljko Gvozdenović (1902-1988)[31]
  - Légumes, 1932
  - La Femme à la table, 1938
  - Vue depuis mon atelier, 1938
  - Le petit Milan, 1951
- Mihajlo Tomić (1902-1995), sculpteur[32]
  - Nu féminin, 1930
- Liza Križanić (1905-1982)[33]
  - Fleurs, 1951
  - Vue de Belgrade, 1953
  - Tournesols, 1961
- Leposava Bela Pavlović (1906-2004)[34]
  - Le Monastère de Matka, 1935
  - Dans l'abri de la Croix-Rouge, 1941
- Petar Lubarda (1907-1974)[35]
  - Nu féminin, 1928
  - La Vitrine bleue, 1930
  - L'Écrevisse, 1936
  - Vue d'Ulcinj, 1936
  - Roses, 1937
  - L'Église Saint-Blaise, 1937
  - L'Albanais, 1937
  - Nature morte, 1939
  - Le Faisan, 1940
- Milenko Šerban (1907-1979)[36]
  - Fruits (1), 1950
  - Ma maison, 1956
- Predrag Peđa Milosavljević (1908-1987)[37]
  - Roses et Cheminées, 1937
  - Le Sommeil éveillé, 1938
  - Dans le parc, 1944
  - Roses blanches, 1944
  - La vieille Ville de Bar, 1949
  - La Route de la gloire, 1952/1953
  - Concert à Dubrovnik, 1956
- Milica Zorić (1909-1989), tapissière d'art[38]
  - A Nemanjić, 1958
  - Le Fauconnier bleu, 1958
  - Les Pendus, 1958
  - Le Bain du lézard, 1958
  - Un Prince sur un oiseau, 1959
- Ljubica Cuca Sokić (1914-2009)[39]
  - Autoportrait, 1942
  - Tête de jeune femme, 1946
  - Vue de Sremski Karlovci, 1950
  - Nature morte, 1950
- Nebojša Mitrić (1931-1989), sculpteur[40]
  - La Chasse, 1959
  - La grande Chasse, 1961

## Mémorial de Pavle Beljanski

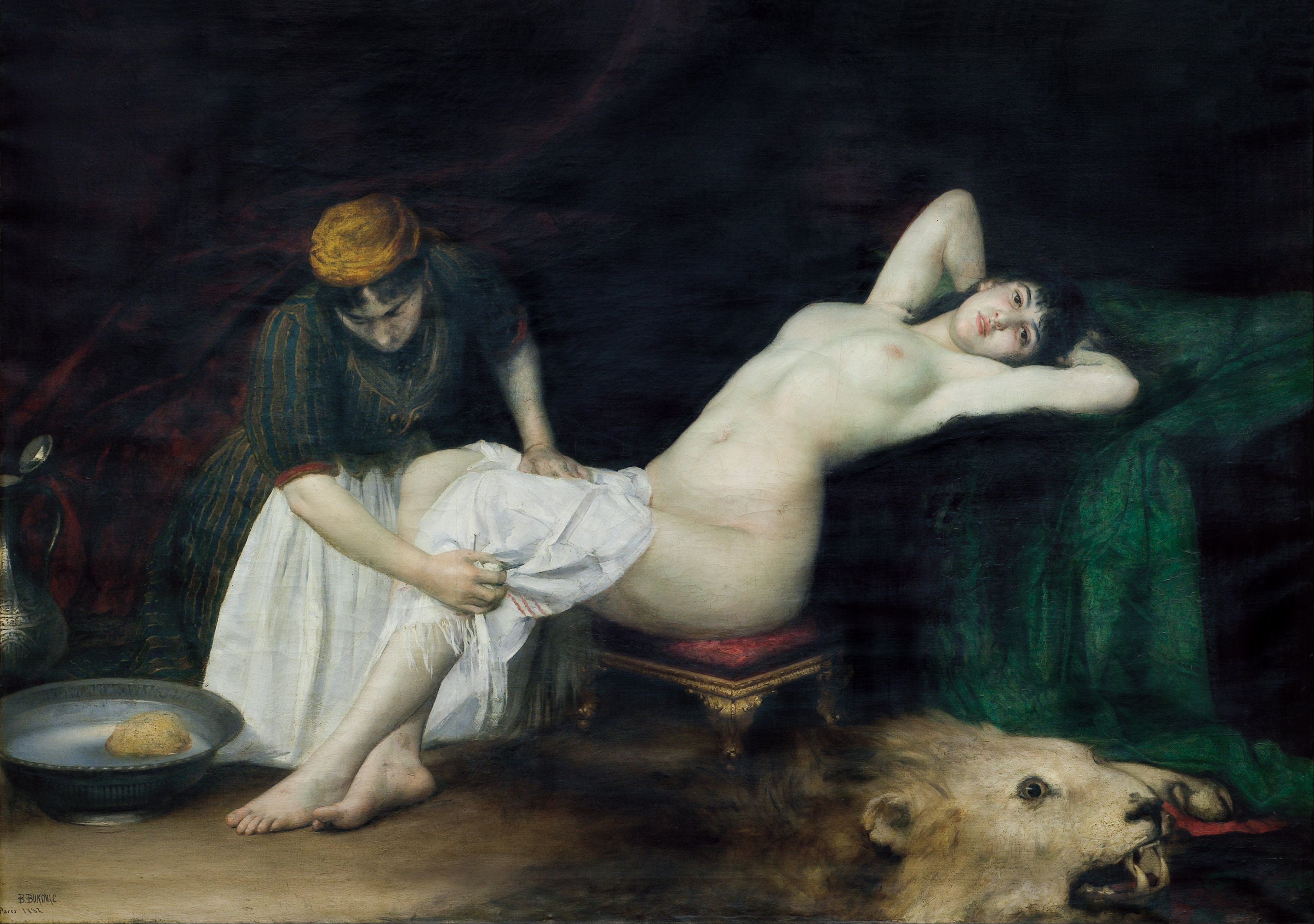
Vlaho Bukovac, La Grande Iza, 1882

Le mémorial de Pavle Beljanski a été créé en 1966, grâce aux donations de ses héritiers. Il se présente comme une reconstitution des appartements de Pavle Beljanski, avec des peintures, des tapisseries, des livres, des photographies, des documents et des effets personnel du création de la collection. L'une des pièces maîtresses du mémorial est La Grande Iza, une œuvre de Vlaho Bukovac.

## Mémorial des artistes

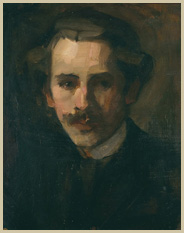
Milan Milovanović, Autoportrait, 1902

Le mémorial des artistes est né de l'idée de Pavle Beljanski d'exposer séparément des portraits et autoportraits d'artistes représentés dans la collection. On y trouve ainsi notamment des autoportraits de Milan Milovanović, Zora Petrović, Milan Konjović et Ljubica Cuca Sokić. La mémorial a officiellement ouvert au public en 1971. En plus des œuvres (huiles, sculptures, dessins, etc.), le mémorial présente des documents sur les artistes comme des photographies, des lettres, des documents personnels ainsi que des objets leur ayant appartenu et liés à leur art, notamment des pinceaux et des palettes.

## Archives professionnelles
Le fonds documentaire a d'abord été créé grâce au fondateur de la collection, qui lui a notamment fait don de sa correspondance avec les artistes. Le fonds documentaire a ainsi été créé en 1962. Il possède aujourd'hui un ensemble de 3 756 objets, dont des lettres, des diplômes, les archives familiales de Pavle Beljanski ainsi que des livres ou des documents audio. D'autres documents sont venus enrichir le fonds, dont des photographies des créateurs inclus dans la collection, des lauréats du prix de la collection commémorative Pavle Beljansk, des expositions et d'autres activités de la collection. On y trouve aussi des enregistrements audio et vidéo liés à l'histoire du musée et des documentaires sur artistes de la collection, conservés dans un format numérique. Le fonds continue à s'enrichir en coopération avec la Radio Télévision de Serbie, la Radio Télévision de Voïvodine, les Archives du film yougoslaves et d'autres institutions, grâce à des documents relatifs à la culture et l'histoire de l'art et en relation avec les activités du musée.

## Prix de la collection commémorative Pavle Beljanski
Ce prix, décerné chaque année en octobre depuis 1967, est destiné à récompenser et à soutenir de jeunes étudiants en histoire de l'art.

## Bibliothèque
Le fonds de la bibliothèque remonte à Pavle Beljanski, qui a commencé à rassembler des catalogues et des monographies sur les artistes dont il acquérait les œuvres. Aujourd'hui, elle dispose d'ensemble de 16 500 ouvrages, livres, catalogues et magazines, consacrés à la théorie et à l'histoire de l'art. Elle s'adresse aux historiens et aux chercheurs ainsi qu'aux étudiants.